# Anotylus clypeonitens
Anotylus clypeonitens är en skalbaggsart som först beskrevs av Pandellé 1867.  Anotylus clypeonitens ingår i släktet Anotylus, och familjen kortvingar. Arten har ej påträffats i Sverige.